# Oswald Pejas

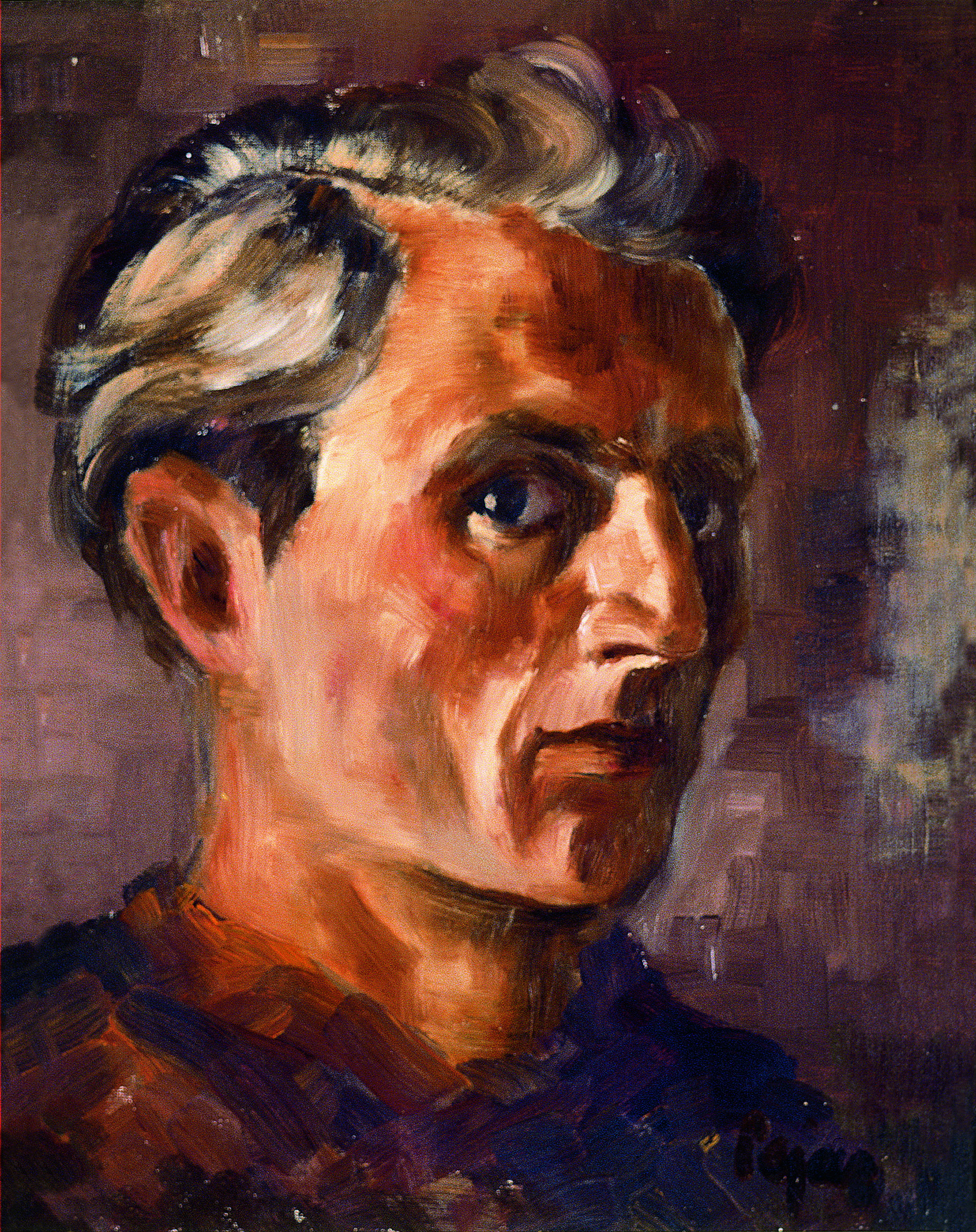
Selbstbildnis Oswald Pejas

Oswald Pejas (* 19. November 1921 in Gungelshausen; † 14. April 2006 in Fulda-Dietershan) war ein deutscher Maler, angestellt als Kunsterzieher und Fachleiter für Kunst am Studienseminar in Fulda – nach seiner Pensionierung freischaffender Künstler in Fulda.

## Leben
Der Vater, Alfred Pejas, war Vermessungsbeamter und stammte aus Pleß (dem heutigen Pszczyna, Polen). Seine Mutter, Antonie Pejas, geb. Janclaes, stammte aus Eupen (heute belgisch). In der Ahnenliste von Alfred Pejas finden sich über mehrere Generationen Kunstschreiner, die für den fürstlichen Hof in Pleß tätig waren. Oswald Pejas war der mittlere von drei Geschwistern. Der ältere Bruder, Alfred Pejas, fiel zu Beginn des Zweiten Weltkrieges (Überfall auf Polen). Seine jüngere Schwester, Hilde Pejas, wohnte mit der Mutter und ihrer Familie bis zu ihrem Tod in Darmstadt. Von 1925 bis 1938 wohnte Oswald Pejas in Fulda, verbrachte somit dort den größten Teil seiner Kinder- und Jugendzeit. Schon früh fing er an zu malen. Zunächst angeregt durch das familiäre Umfeld (Vater und Bruder waren ebenfalls künstlerisch begabt) entwickelte er jedoch schnell seinen eigenen Stil, wobei aus der Jugendzeit insbesondere die Zeichnungen auffallen. Nach 1938 verschlug es die Familie aus beruflichen Gründen des Vaters nach Bad Langensalza. 1940 machte Oswald Pejas das vorgezogene Kriegsabitur in Gotha.

### Kriegsjahre
Unmittelbar nach dem Abitur wurde er zum Wehrdienst eingezogen. Oswald Pejas bewarb sich – gegen den Willen seines Vaters – bei der Luftwaffe, kam jedoch zunächst nur zum Bodenpersonal, anfangs auf Sizilien stationiert. Es folgte die Ausbildung zum Piloten und dann zum Fluglehrer. Während der Ausbildung auf der Kriegsschule (Insel Rügen) wurden Landschaftszeichnungen (Zeichnungen feindlicher Stellungen) geübt. Hier traf Oswald Pejas erstmals auf Joseph Beuys (auch Jagdfliegerausbildung, gleicher Jahrgang). Oswald Pejas wurde auf Joseph Beuys aufmerksam, da nur dieser besser zeichnen konnte als er selbst. Im Rahmen der Ausbildungen waren Referate zu halten. Oswald Pejas meldete sich mit dem Thema „Kunst und Kitsch“, diskutierte dies mit Joseph Beuys und übernahm dessen Tipp, über „nationalen und religiösen Kitsch“ zu referieren. Ab 1944 wurde Oswald Pejas als Jagdflieger (Bf 109) beim JG 27 eingesetzt – er flog 85 Einsätze, überlebte zwei Abschüsse durch Fallschirmabsprung aus dem brennenden Flugzeug.

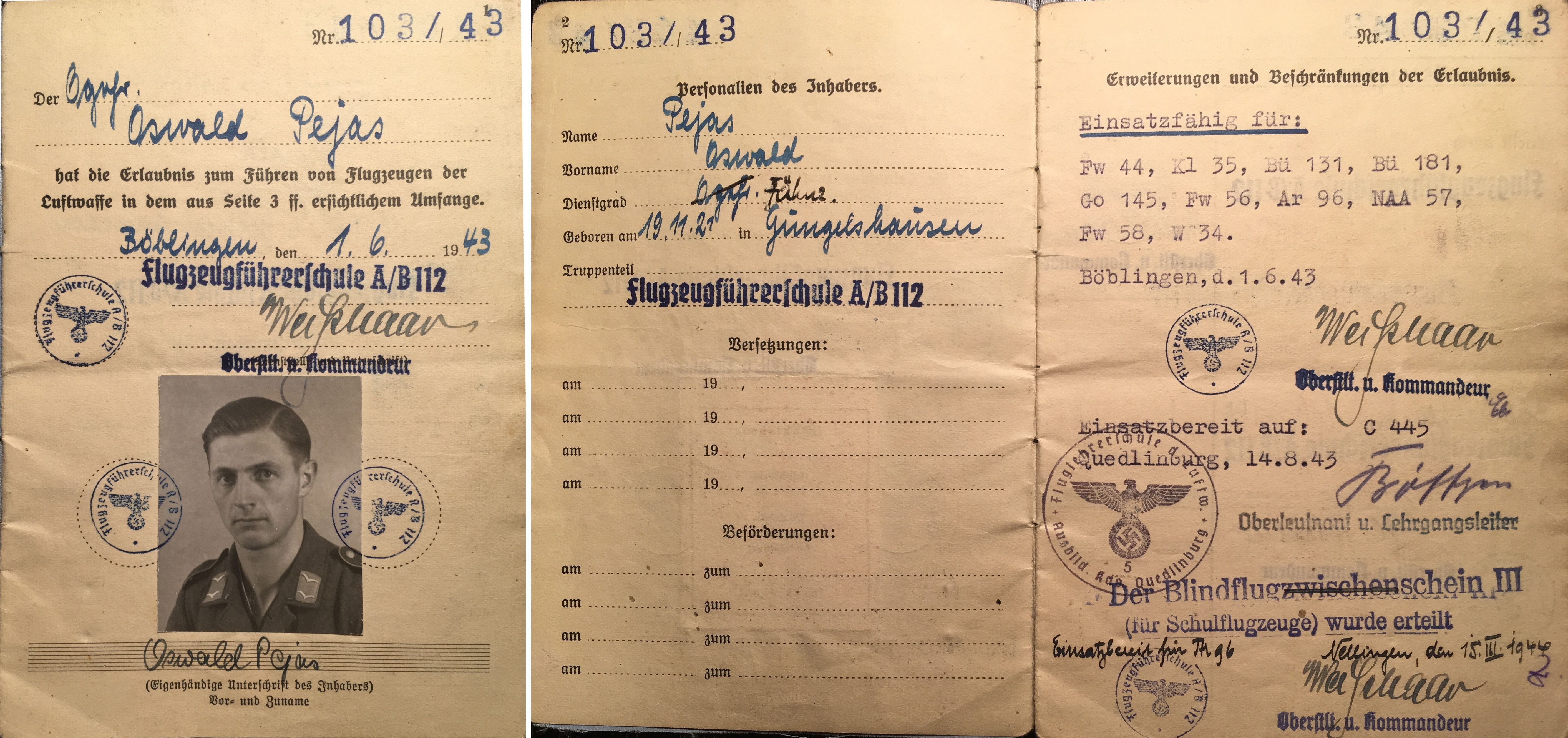
Flugzeugführerschein von Oswald Pejas

### Kunststudium
Nach Kriegsende beginnt Oswald Pejas 1946 zunächst in Düsseldorf ein Kunststudium bei R. Schreiber. Anfang 1946 heiratete er Vera Pejas, geb. Loeck, fand in „seinem“ Fulda eine bombenbeschädigte Wohnung (half beim Aufbau) und wurde Ende 1946 Familienvater. Vor dem Hintergrund dieser Verantwortung studierte Oswald Pejas von 1947 bis 1949 an der Universität Frankfurt die Fächer Kunstgeschichte, Sport, Französisch und Englisch – mit Blick auf eine mögliche Lehramtstätigkeit. Das Studium und die Familie finanzierte er über seine Malerei, gab Malunterricht und trainierte Sportvereine in Fulda. Ab 1950 lag für Oswald Pejas der Studienschwerpunkt wieder auf der Kunst.
- 1950 bis 1952: Studium am Städel in Frankfurt, Ferdinand Lammeyer, Kunst
- 1953 bis 1956: Studium Werkakademie in Kassel bei Ernst Röttger, Werklehre und bei Arnold Bode, Malerei – hilft als Student beim Aufbau der ersten Documenta in Kassel
- 1956 Studienabschluss als Kunsterzieher

### Lehrtätigkeit
- 1957 bis 1964: Freiherr-vom-Stein-Gymnasium, Fächer: Kunst, Werken und Sport
- 1964 bis 1969: Deutsche Schule in Athen, Kunsterzieher
- 1969 bis 1975: Freiherr-vom-Stein-Gymnasium, Fächer: Kunst, Werken und Sport
- 1975 bis 1986: Berufung an das Studienseminar Fulda, Fachleiter im Fach Kunst[2]

Nach seiner Pensionierung 1986 war Oswald Pejas bis zu seinem Tode 2006 freischaffender Künstler in Fulda.

## Werke und Ausstellungen
1948 trat Oswald Pejas dem Fuldaer Künstlerbund bei. Im Rahmen der jährlichen Ausstellungen des Künstlerbundes war Oswald Pejas mit seinen Werken beteiligt. Erste öffentliche Ausstellung mit Bildern von Oswald Pejas 1949 im Rahmen der hessischen „Grünen Woche“ in Fulda vom 21. bis 29. Mai 1949 in einem Zelt auf der Ochsenwiese.
Zusammen mit dem Künstler Karlfried Staubach organisierte er 1952 eine Gruppenausstellung in der Hessischen Landesbibliothek, Fulda. Die ausstellenden Künstler waren: Brigitte Dauderstädt, Oswald Pejas, Nn. Schneider, Karlfried Staubach, Benita Stevenson. Das Plakat zur Ausstellung mit dem Titel „JUNGE KUNST in Fulda“ entwarf Karlfried Staubach (kfs). Es waren die Wurzeln des „JUKU Fulda“.

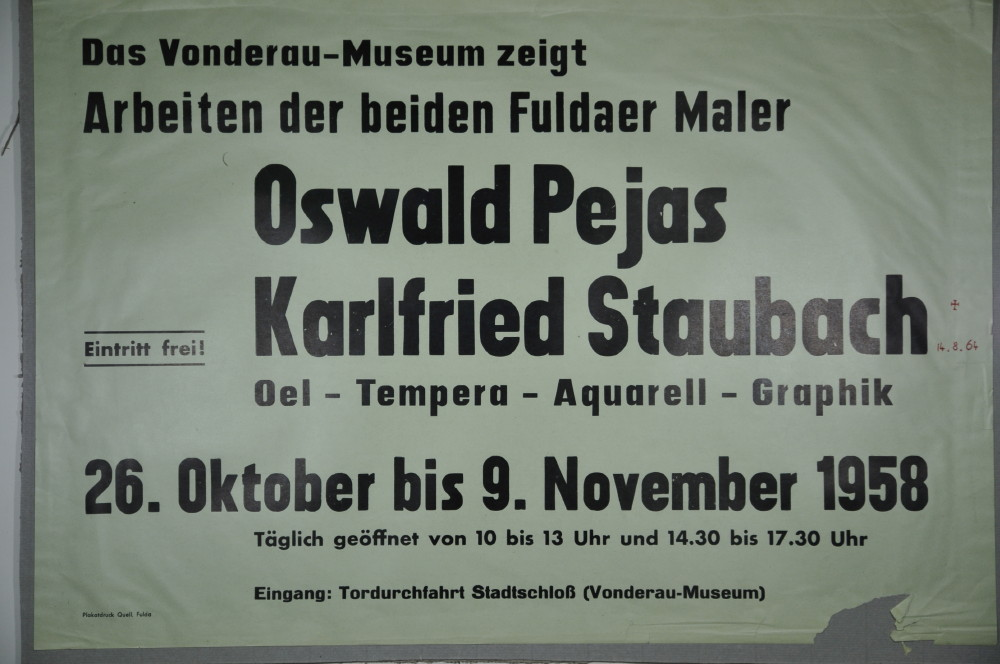
O.Pejas, K.Staubach 1958 Stadtschloss Fulda

Die Finanzierung von Studium und Familie verbesserte sich für Oswald Pejas in den Folgejahren durch zwei größere Aufträge der Stadt Fulda. 1952 bekam er den Auftrag zur Restaurierung des Freskos von Emanuel Wohlhaupter im sogenannten Apollo-Saal der Orangerie in Fulda. Trotz seiner Angehörigkeit zur evangelischen Kirche wurde Oswald Pejas im Folgejahr 1953 mit der Restaurierung der Fresken von Johann Andreas Herrlein in der Fuldaer Stadtpfarrkirche beauftragt.
Durch seine Studienjahre in Kassel war in dieser Zeit nur eine begrenzte Teilnahme an Ausstellungen möglich (nur jährliche Ausstellungen des Künstlerbundes).
Nach Abschluss des Studiums und mit Beginn seiner Lehramtstätigkeit gestaltete Oswald Pejas zusammen mit seinem Künstlerfreund Karlfried Staubach erstmals eine größere Ausstellung (26. Oktober bis 6. November 1958) im Stadtschloss Fulda mit ausschließlich Werken beider Künstler. 1964 verstarb Karlfried Staubach. Damit verlor Oswald Pejas einen im Geiste verwandten Künstlerfreund. Im gleichen Jahr bot sich Oswald Pejas die Möglichkeit, für fünf Jahre als Kunsterzieher an die Deutsche Schule nach Athen zu gehen, was er auch wahrnahm. Diese fünf Jahren wurden für ihn ein großer Schritt in seiner künstlerischen Entwicklung.
Neben den drei Einzelausstellungen, die er in den Jahren 1965, 1967 und 1969 in Athen zeigte, wurden nach seiner Rückkehr die in Griechenland entstandenen Werke 1971 in einer großen Griechenland-Ausstellung im Stadtschloss Fulda gezeigt. Weitere Ausstellungen folgten, mit inzwischen wieder in der Heimat entstandenen Werken, 1985 in Stadtallendorf, 1987 Kunststation Kleinsassen. Nach einer längeren Reise durch die USA folgte 1989 in der Kunststation Kleinsassen die Amerika-Ausstellung. Anlässlich seines 70. Geburtstags widmete ihm die Stadt Fulda im Folgejahr vom 27. März bis 26. April 1992 eine große Ausstellung im Fuldaer Vonderau Museum.
Eine große retrospektive Ausstellung über das gesamte Lebenswerk des Künstlers wurde anlässlich seines 80-ten Geburtstags vom 30. November 2001 bis zum 6. Januar 2002 ebenfalls im Fuldaer Vonderau Museum gezeigt. Die Stadt Fulda ehrte damit den Künstler Oswald Pejas, der jetzt mehr als ein halbes Jahrhundert in Fulda lebe und arbeite. Dr. Alois Rhiel, der damaligen Oberbürgermeister der Stadt Fulda, eröffnete mit einer Festrede die Ausstellung. Professor Dr. Kurt-Jürgen Feldmann hielt die Laudatio. Begleitend zur Ausstellung wurde ein Katalog im Hochglanzdruck erstellt, mit dem Titel Oswald Pejas Linie Fläche Farbe.

## Stilrichtungen der Arbeiten
Oswald Pejas hat schon früh zu einer eigenen, unverkennbaren bildnerischen Handschrift gefunden. Nie hat er sich den Bedingungen des Kunstmarktes unterworfen, nie Trends und Modeströmungen nachgeahmt. Oswald Pejas verachtete, dass der Begriff „Kunst“ zunehmend losgelöst vom Begriff „Können“ gesehen wurde und hat daher für sich stets die Bezeichnung „Maler“ gewählt. Sich selbst sein „Können“ zu beweisen, experimentierte er, wenn auch nur bei einzelnen Werken, z. B. mit der Technik alter holländischer Meister oder mit surrealistischen Motiven. Bei beauftragten Porträts scheute er nicht, dem Wunsch der Auftraggeber nach einer mehr naturalistischen Darstellung Folge zu leisten. Jedoch die eigentliche Stilrichtung der Werke von Oswald Pejas kann man in zwei Zeitabschnitte unterteilen. Während des ersten Abschnitts liebte er weite Landschaften, die durch Einzelheiten im Vordergrund gegliedert wurden. Dem folgte ein zweiter Zeitabschnitt, in dem die „Weite“ bewusst expressiv gestaltet wurde. Eine ausgeprägte Reduktion von Details und Betonung der abstrahierten Darstellung zeigt Oswald Pejas z. B. in den Werken „Ein Stück Attika“ und „Der Winter kommt“. Ein weiterer Beweis für die an sich selbst gestellte Forderung des „Könnens“ lässt sich an seinen vielen Aquarellen und Zeichnungen ablesen, die oft in Weiterinterpretation als Idee für größere Öl- oder Temperabilder dienten.

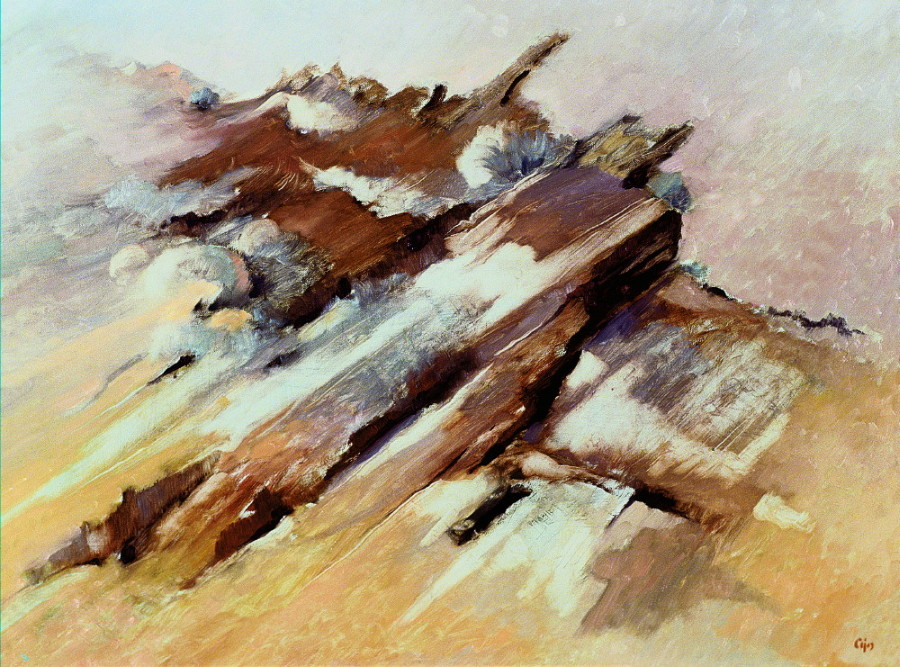
„Ein Stück Attika“ Öl/Leinwand 1987
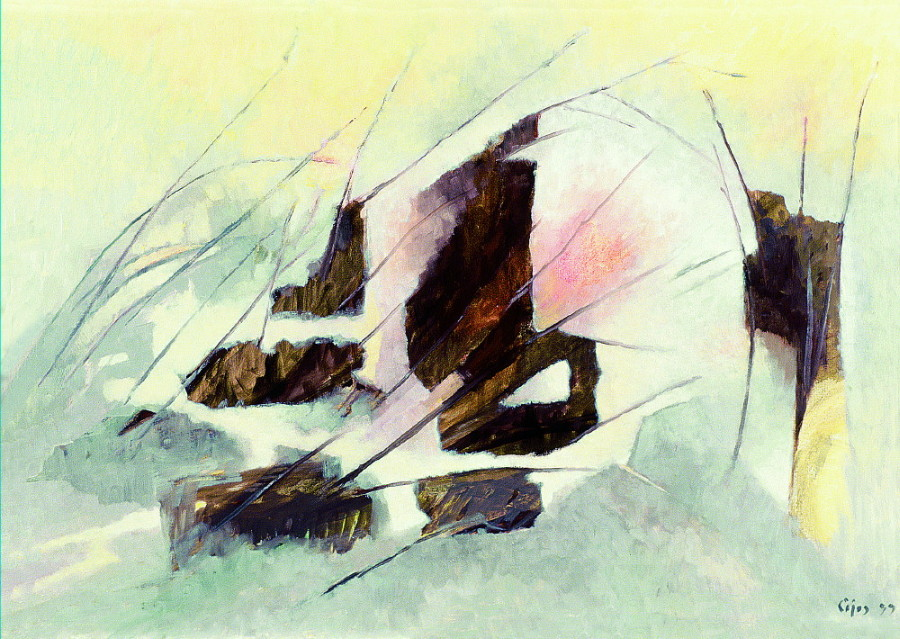
„Der Winter kommt“ Öl/Leinwand 1999
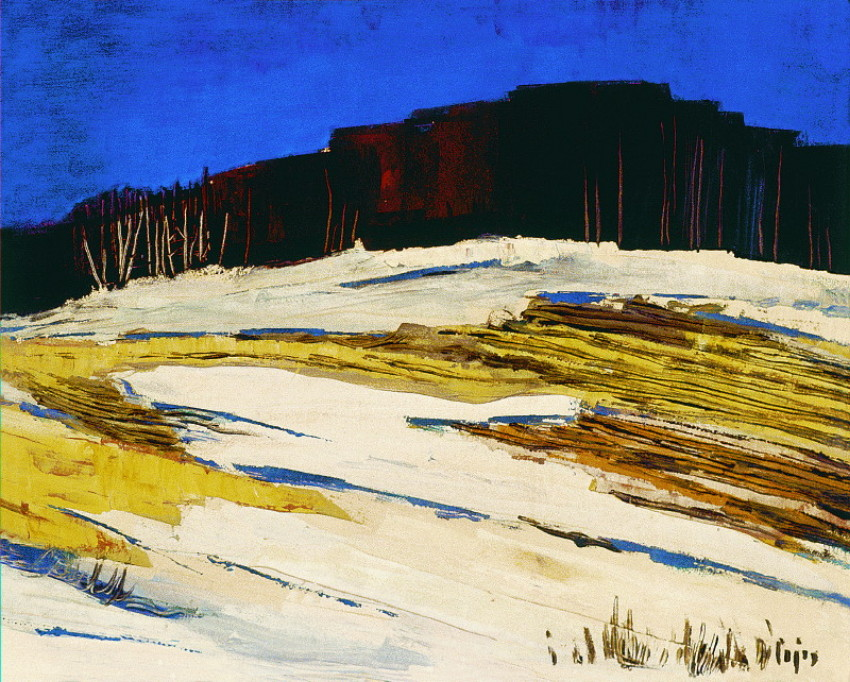
„Kalter Tag“ Öl/Leinwand 1961
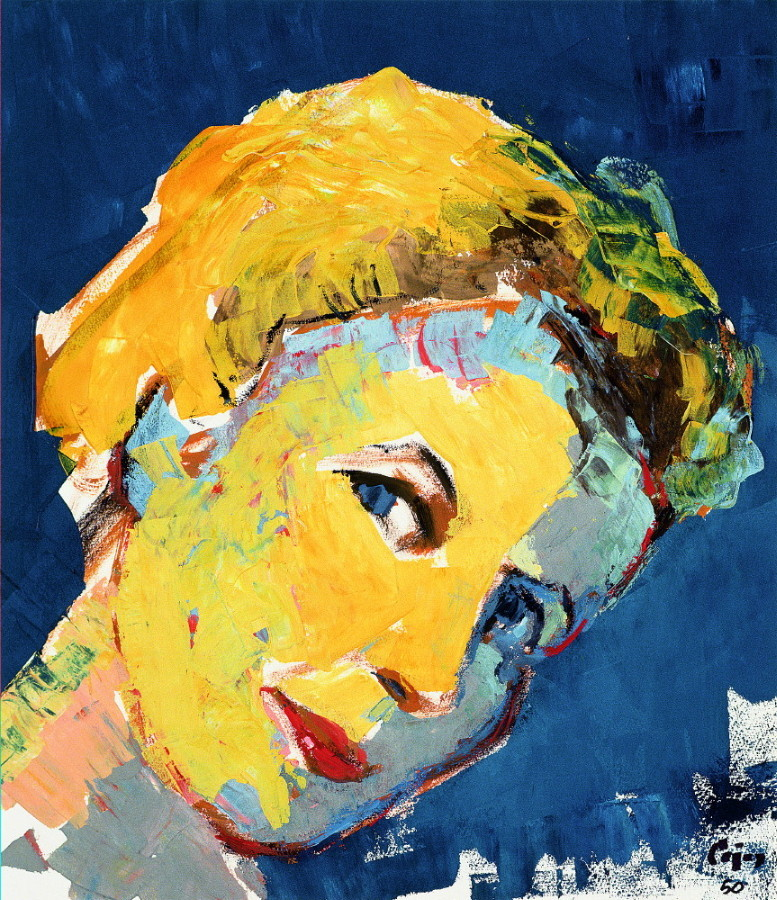
„Fragender Blick“ Tempera 1950
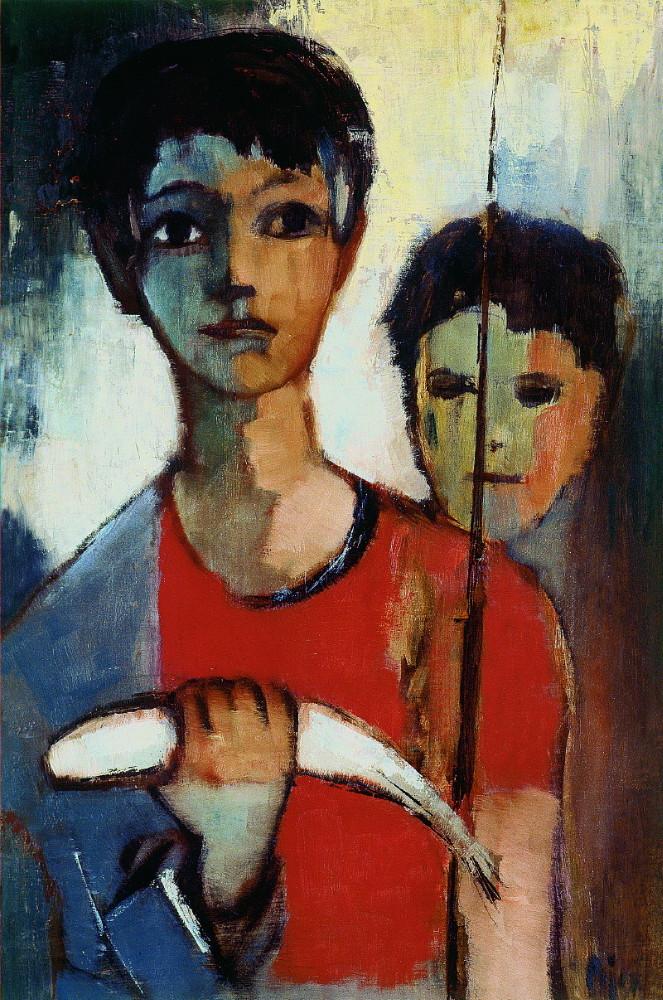
„Der Fisch ist tot“ Öl/Malkarton 1965
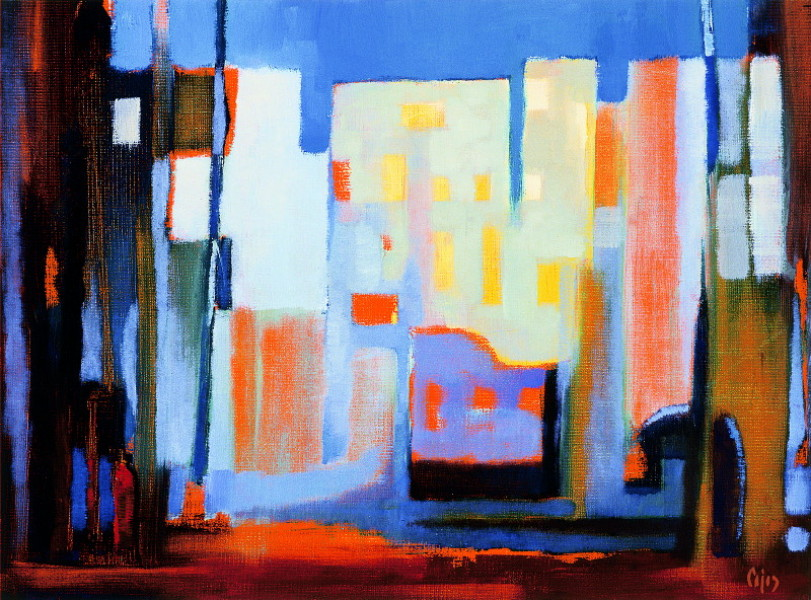
„Hinterhäuser im Licht“ Mischtechnik 1976
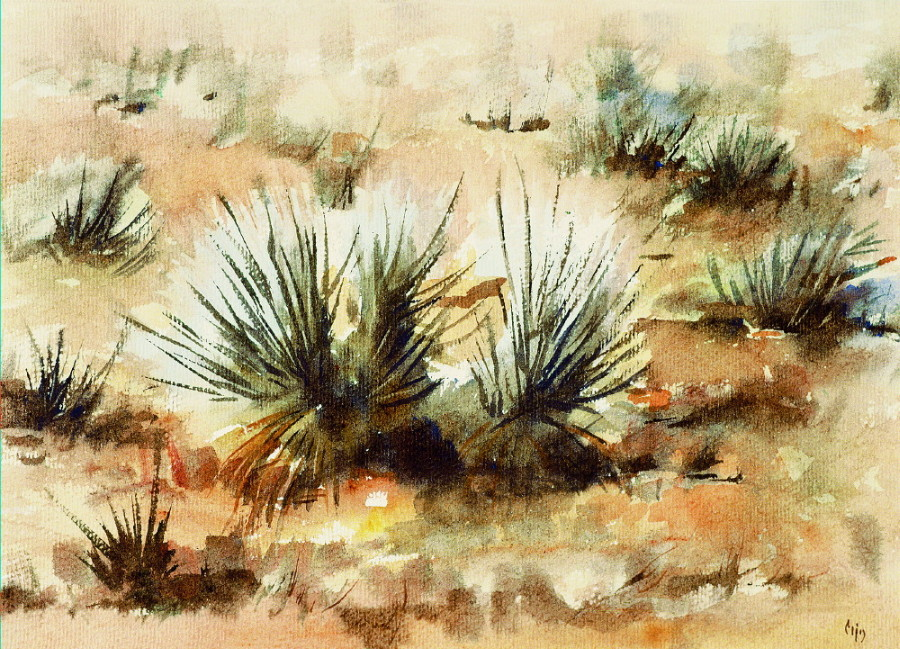
„Wüste bei Las Vegas“ Aquarell 1988